# Bärenspinner

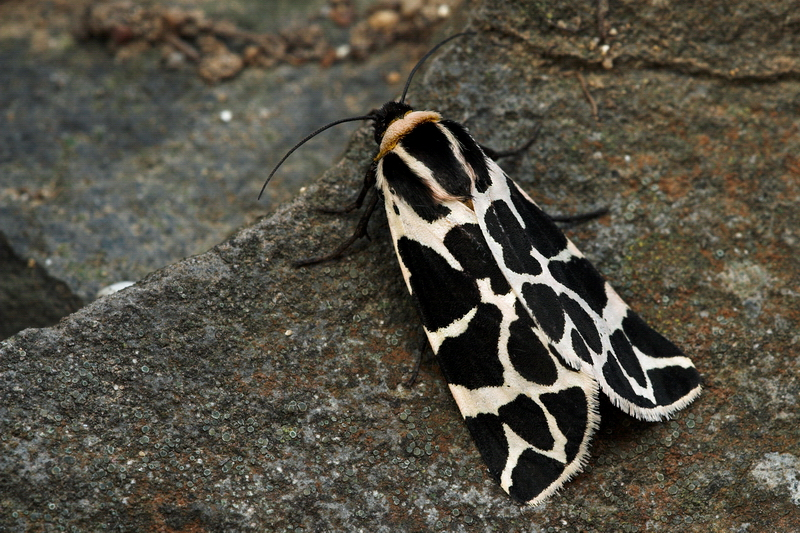
Südlicher Bär
(Cymbalophora pudica)

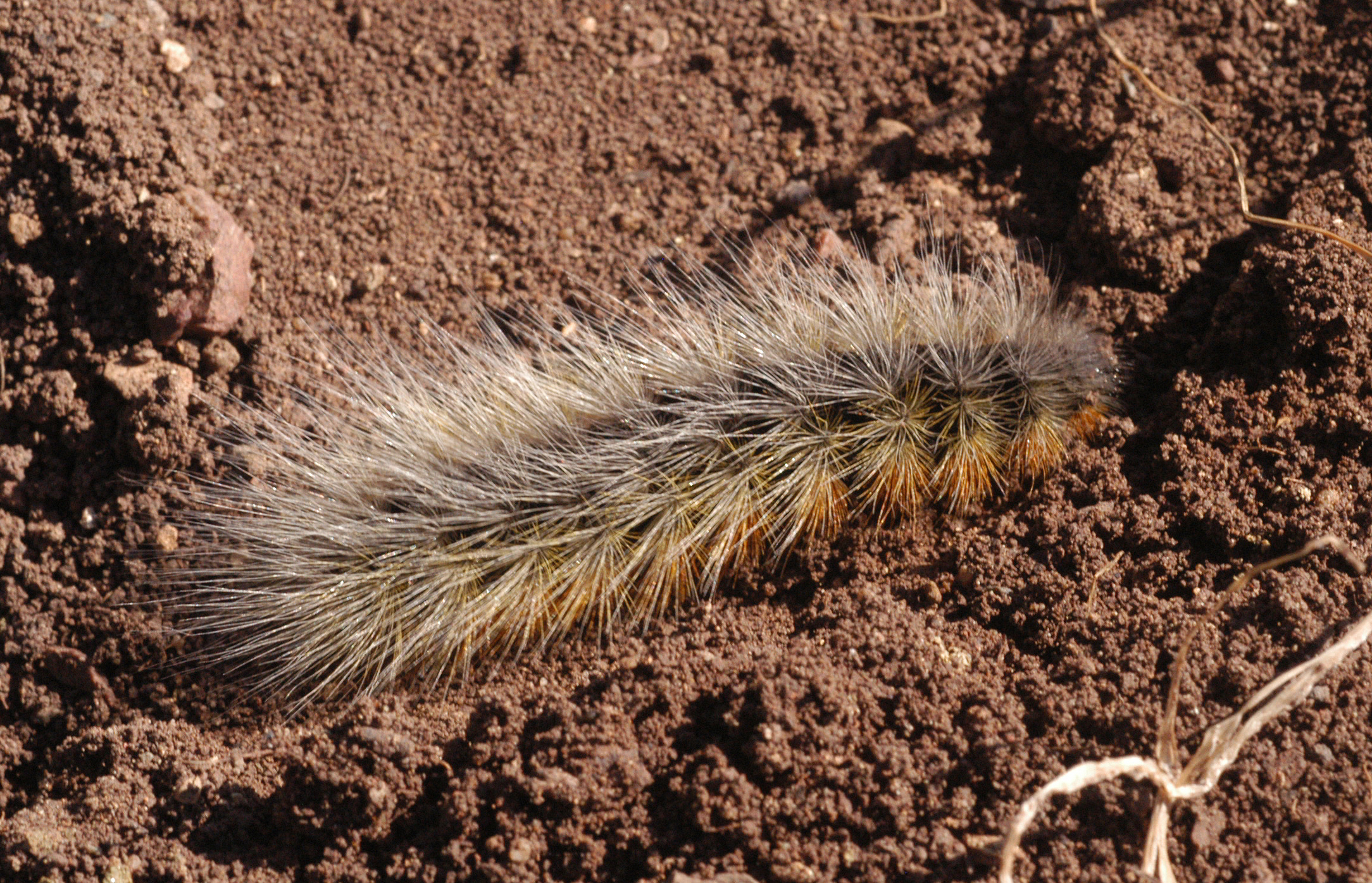
Raupe des Englischen Bären

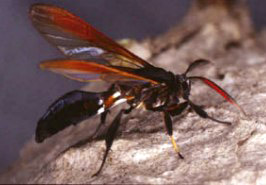
Wespenmimikry der Gattung Pseudosphex

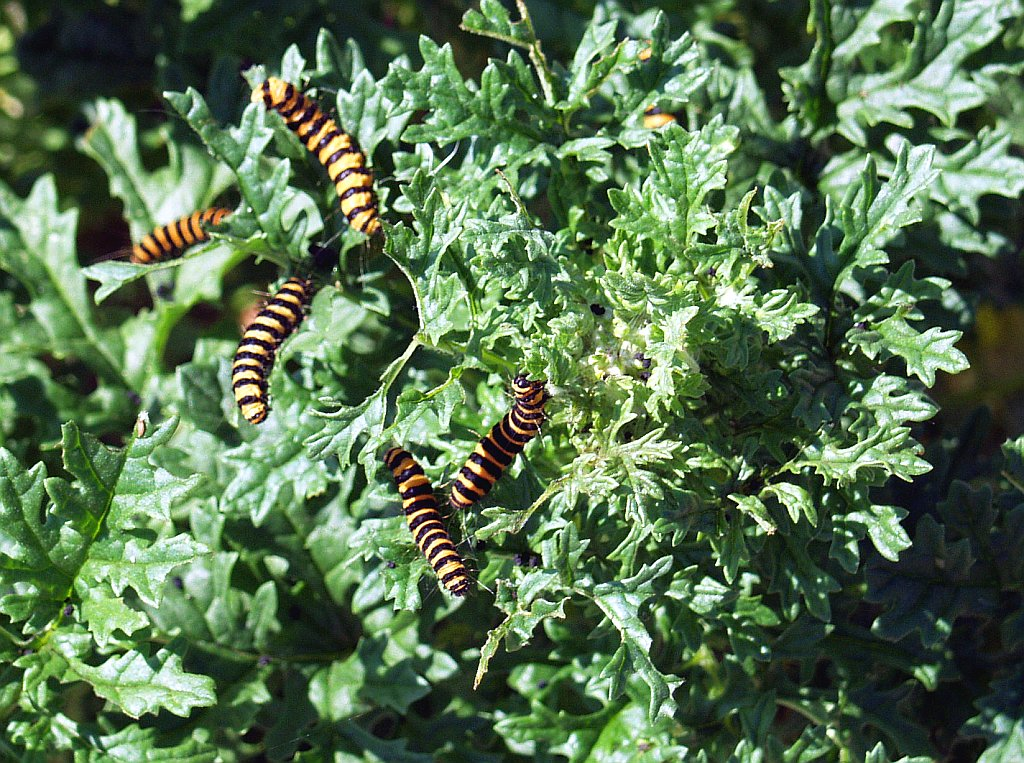
Auffällig gefärbte Raupen des Jakobskrautbären

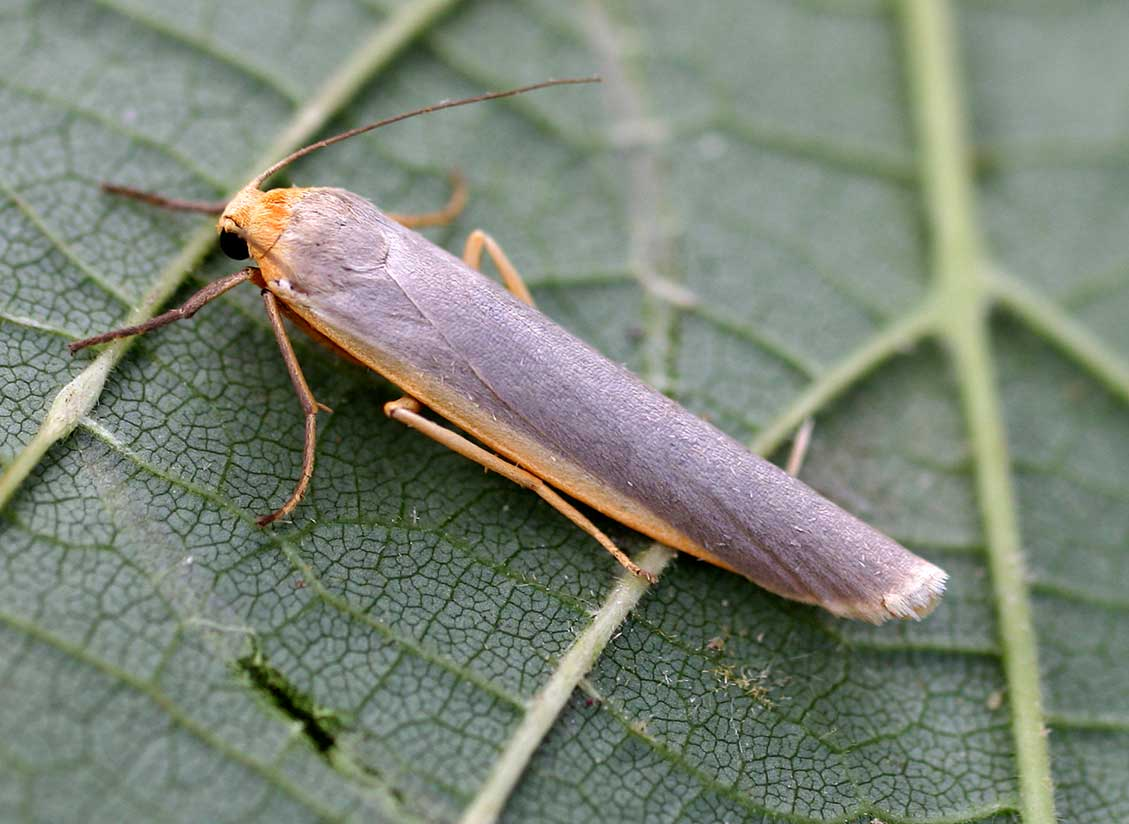
Gelbleib-Flechtenbärchen (Eilema complana)

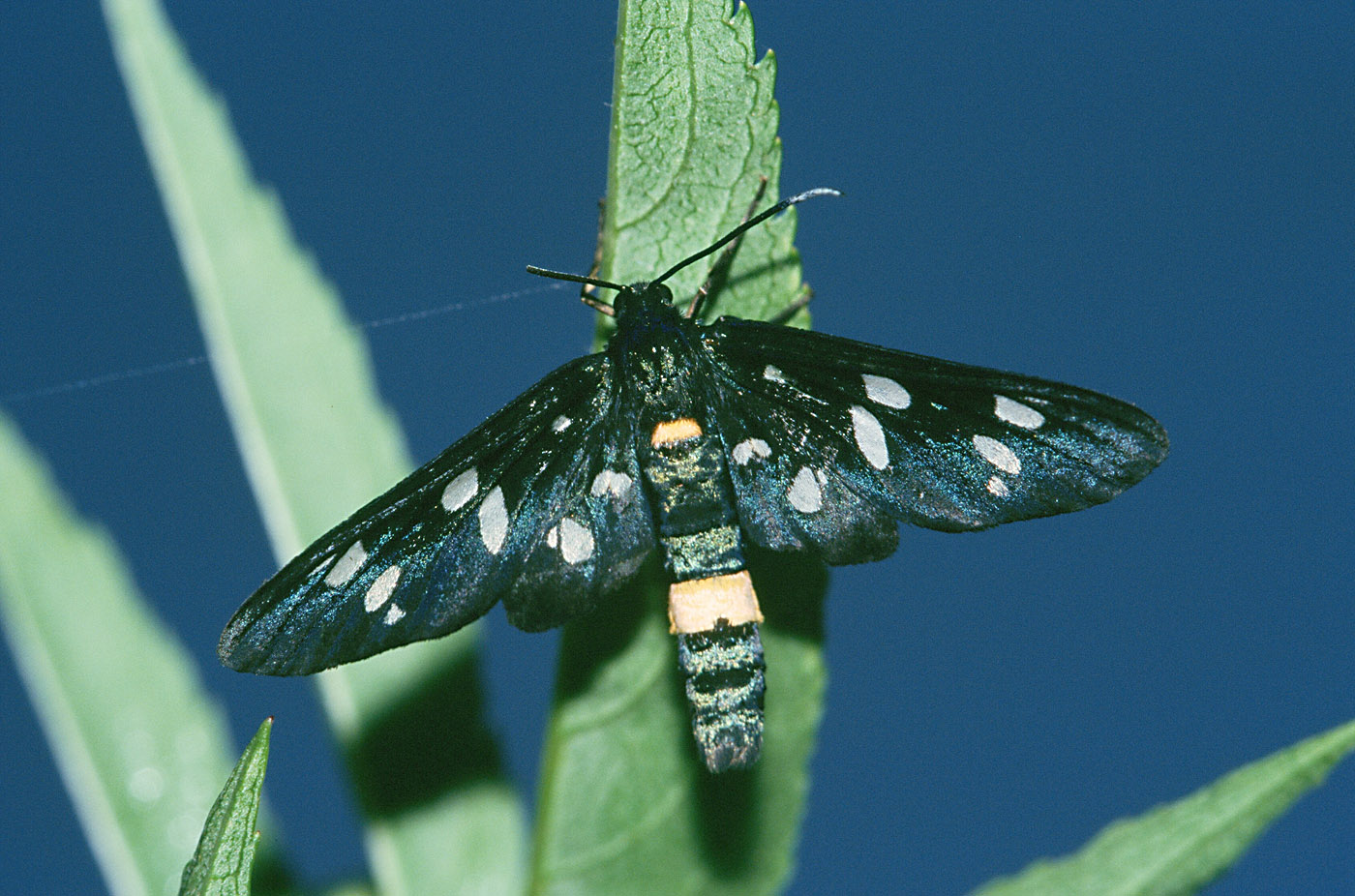
Weißfleck-Widderchen (Amata phegea)

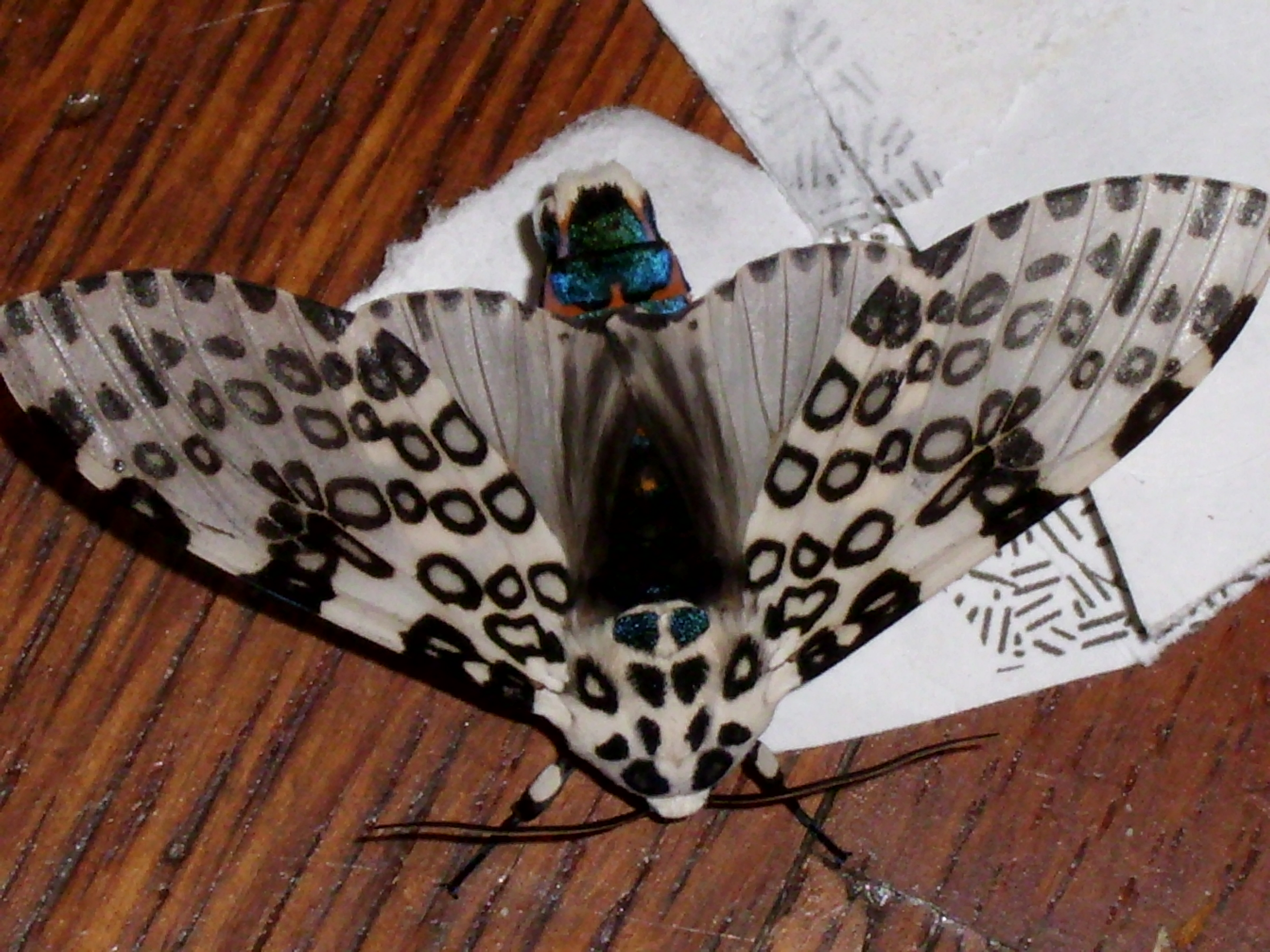
Hypercompe scribonia (engl. Giant leopard moth)

Die Bärenspinner (Arctiinae) sind eine Unterfamilie der Schmetterlinge. Sie sind weltweit mit etwa 11.000 Arten vertreten. In Europa kommen 102 Arten vor, von denen 61 auch aus Mitteleuropa bekannt sind. Mit etwa 6000 Arten ist ihr Hauptverbreitungsgebiet die Neotropis, sie sind aber ansonsten auch weltweit häufig vertreten. Die Abgrenzung der einzelnen Arten zu anderen Unterfamilien der Noctuidae ist gut etabliert, aber sowohl die Stellung innerhalb der Familie der Eulenfalter als auch die systematische Einteilung der Tribus und Subtribus sind noch nicht hinreichend erforscht und deswegen meist sehr unterschiedlich dargestellt. Die Falter tragen ihren deutschen Namen wegen der starken und langen Behaarung ihrer Raupen.

## Merkmale der Falter
Viele der mittelgroßen bis großen Falter sind lebhaft gefärbt, nicht selten in auffälligem Aposematismus (Warntracht), oder aber imitieren das Aussehen von anderen Faltern oder Insektenarten. Das wichtigste Merkmal zur Abgrenzung der Unterfamilie ist ein am Rücken der Weibchen gelegenes Paar ausstülpbarer Pheromondrüsen, das sich am Hinterleibsende an der Ausstülpung des Ovipositors befindet. Diese Drüsen können relativ lang sein und sind entweder verzweigt oder unverzweigt. Sie werden durch Hämolymphdruck ausgestülpt und durch an der Längsachse befindliche Muskeln wieder eingezogen. Ein weiteres Merkmal der Bärenspinner sind Tympanalorgane aus einer Reihe von feinen Rillen oder Gruben seitlich am Metathorax. Beide Geschlechter der meisten Arten besitzen solche Tympanalorgane, lediglich bei einigen Arten der Syntomini (Euchromiina und Ctenuchina) fehlen sie bzw. sind reduziert. Durch extrem schnelle Muskelkontraktionen werden diese Strukturen so verformt, dass sie Ultraschalllaute erzeugen. Ausgelöst werden diese Muskelkontraktionen entweder durch Berührung oder durch die von Fledermäusen ausgesendeten Ultraschalllaute. Man vermutet, dass die Falter durch die ausgesendeten Ultraschalllaute entweder getarnt sind oder die Fledermäuse irritiert werden.
Punktaugen (Ocelli) sind je nach Art entweder vorhanden oder fehlen. Die Fühler sind entweder gefiedert, gekämmt oder fadenförmig. Der Saugrüssel ist meist zurückgebildet, gelegentlich aber auch normal ausgebildet. Die einsegmentigen Maxillarpalpen sind sehr kurz, die Labialpalpen sind kurz, bei manchen Arten aber auch lang. Die Vorderflügel besitzen 10 bis 12 Flügeladern und eine Analader (1b), die Hinterflügel haben 7 bis 9 Adern und zwei Analadern (1a und 1b). Die Subcostalader (Sc) der Vorderflügel verläuft meistens separiert, die Radialadern 2 bis 5 verzweigen sich erst nahe der Flügelspitze und M2, die gelegentlich fehlt, trennt sich näher an M3 als an M1 ab.
Mehrere Arten der Syntomini können mit Drüsen am Prothorax übel riechende Substanzen aussondern, was häufig kombiniert wird mit einer auffälligen Warntracht. Ein solcher Aposematismus findet sich auch bei anderen Triben und spielt meist auf die Sequestrierung von Toxinen durch die Falter an, deren Raupen sich zum Teil von giftigen Pflanzen ernähren. Einige Arten der Bärenspinner imitieren mit ihrem Aussehen wehrhafte Insekten, wie beispielsweise manche Arten der Ctenuchini, die Wespen nahezu perfekt nachahmen können.

## Merkmale der Raupen
Die Raupen der Bärenspinner tragen drei bis fünf gut erkennbare Punktwarzen auf dem Meso- und Metathorax. Der Hinterleib trägt auch Punktwarzen, die ebenso wie die Bauchbeine stark beborstet sind. Die Raupen haben alle vier Bauchbeinpaare und den Nachschieber ausgebildet. Die Haare dienen den Tieren der mechanischen Abwehr von Fressfeinden, die ihre Beute dadurch nur schwer zu fassen bekommen.

## Lebensweise
Die Eier der Bärenspinner sind vom aufrechten Typ, in der Regel rund und weisen eine netzartige Oberflächenstruktur auf. Sie werden von den Weibchen in Gruppen, seltener einzeln abgelegt. Die Raupen sitzen offen auf den Nahrungspflanzen und leben gelegentlich gesellig in gemeinschaftlich gesponnenen Gespinsten. Das gesamte Spektrum der Nahrungspflanzen ist sehr groß und umfasst neben verschiedensten Gräsern, krautigen Pflanzen, Bäumen und Büschen auch epiphytische Algen und Flechten. Raupen vieler Arten sind dadurch, dass sie sich von giftigen Pflanzen wie beispielsweise Greiskräutern (Senecio), Nachtschattengewächsen (Solanaceae) oder Raublattgewächsen (Boraginaceae) ernähren, giftig, worauf viele Arten mit bunten Punktreihen oder Streifen aufmerksam machen. Die Pflanzen enthalten giftige Stoffe wie z. B. Pyrrolizidinalkaloide oder Cardenolide. Die Tiere sequestrieren die aufgenommenen Toxine, sodass auch die Falter für Fressfeinde ungenießbar werden. Die Puppen sind gedrungen und haben gelegentlich eine lebhafte Färbung. Der Kremaster ist entweder schwach ausgebildet oder fehlt völlig.

## Systematik
Die frühere eigenständige Familie (innerhalb der Noctuoidea) wird heute als Unterfamilie der Eulenfalter (Noctuidae) aufgefasst. Sie wird in drei Tribus unterteilt. Es werden überwiegend nur die europäischen Arten aufgelistet:
- Tribus Arctiini Leach, 1815
  - Acerbia alpina (Quensel, 1802)
  - Aglaomorpha histrio (Walker, 1855) Ostasien
  - Brauner Bär (Arctia caja) (Linnaeus, 1758) A, CH, D
  - Englischer Bär (Arctia festiva) (Hufnagel, 1766) A, D
  - Gelber Bär (Arctia flavia) (Fuessly, 1779) A, CH, D
  - Schwarzer Bär (Arctia villica) (Linnaeus, 1758) A, CH, D
  - Artimelia latreillei (Godart, 1823)
  - Atlantarctia tigrina (Villers, 1789)
  - Borearctia menetriesii (Eversmann, 1846)
  - Schönbär (Callimorpha dominula) (Linnaeus, 1758) A, CH, D
  - Canararctia rufescens (Brullé, 1836)
  - Chelis dahurica (Boisduval, 1832)
  - Schwarzgefleckter Bär (Chelis maculosa) (Gerning, 1780) A, CH, D
  - Schweizer-Alpenbär (Chelis simplonica) (Boisduval, 1840) CH
  - Coscinia bifasciata (Rambur, 1832)
  - Weißer Grasbär (Coscinia cribraria) (Linnaeus, 1758) A, CH, D
  - Coscinia libyssa (Püngeler, 1907)
  - Coscinia mariarosae Expósito, 1991
  - Coscinia romeii Sagarra, 1924
  - Südlicher Bär (Cymbalophora pudica) (Esper, 1785)
  - Cymbalophora rivularis (Ménétriés, 1832)
  - Rotrandbär (Diacrisia sannio) (Linnaeus, 1758) A, CH, D
  - Brauner Fleckenbär (Diaphora luctuosa) (Hübner, 1831) A, CH?
  - Graubär (Diaphora mendica) (Clerck, 1759) A, CH, D
  - Alpen-Fleckleibbär (Diaphora sordida) (Hübner, 1803) A, CH, D
  - Russischer Bär (Euplagia quadripunctaria) (Poda, 1761) A, CH, D
  - Gletscherbär (Grammia quenseli) (Paykull, 1791) A, CH
  - Matterhornbär (Holoarctia cervini) (Fallou, 1864) A, CH
  - Holoarctia puengeleri (Bang-Haas, 1927)
  - Amerikanischer Webebär (Hyphantria cunea) (Drury, 1773) A, CH, D
  - Hofdame (Hyphoraia aulica) (Linnaeus, 1758) A, CH, D
  - Hyphoraia dejeani (Godart, 1822)
  - Südliche Hofdame (Hyphoraia testudinaria) (Geoffroy in Fourcroy, 1785) A, CH
  - Lacydes spectabilis (Tauscher, 1806)
  - Lophocampa caryae (Harris, 1841)
  - Maurica breveti (Oberthür, 1882)
  - Ocnogyna baetica (Rambur, 1836)
  - Ocnogyna corsica (Rambur, 1832)
  - Ocnogyna loewii (Zeller, 1846)
  - Parasitierter Bär (Ocnogyna parasita) (Hübner, 1790) CH
  - Ocnogyna zoraida (Graslin, 1837)
  - Olepa schleini Witt et al., 2005 (bisher nur in Israel)
  - Pararctia lapponica (Thunberg, 1791)
  - Wegerichbär (Parasemia plantaginis) (Linnaeus, 1758) A, CH, D
  - Augsburger Bär (Pericallia matronula) (Linnaeus, 1758) A, CH, D
  - Zimtbär (Phragmatobia fuliginosa) (Linnaeus, 1758) A, CH, D
  - Kaiserbär (Phragmatobia luctifera) (Denis & Schiffermüller, 1775) A, CH, D
  - Phragmatobia placida (Frivaldszky, 1835)
  - Purpurbär (Rhyparia purpurata) (Linnaeus, 1758) A, CH, D
  - Metelkana-Bär (Rhyparioides metelkana) (Lederer, 1861) D
  - Breitflügeliger Fleckleibbär (Spilosoma lubricipeda) (Linnaeus, 1758) A, CH, D
  - Gelber Fleckleibbär (Spilosoma lutea) (Hufnagel, 1766) A, CH, D
  - Schmalflügeliger Fleckleibbär (Spilosoma urticae) (Esper, 1789) A, CH, D
  - Gestreifter Grasbär (Spiris striata (Linnaeus, 1758)) A, CH, D
  - Jakobskrautbär (Thyria jacobaeae) (Linnaeus, 1758) A, CH, D
  - Harlekinbär (Utetheisa pulchella) (Linnaeus, 1758) A, CH, D
  - Labkrautbär (Watsonarctia casta) (Esper, 1785) A, CH, D
- Tribus Lithosiini Billberg, 1820
  - Apaidia barbarica Durante, 1998
  - Apaidia mesogona (Godart, 1824)
  - Apaidia rufeola (Rambur, 1832)
  - Rotkragen-Flechtenbärchen (Atolmis rubricollis) (Linnaeus, 1758) A, CH, D
  - Elfenbein-Flechtenbärchen (Cybosia mesomella) (Linnaeus, 1758) A, CH, D
  - Eilema albicosta (Rogenhofer, 1894)
  - Eilema bipuncta (Hübner, 1824)
  - Weißgraues Flechtenbärchen (Eilema caniola) (Hübner, 1808) A, CH, D
  - Gelbleib-Flechtenbärchen (Eilema complana) (Linnaeus, 1758) A, CH, D
  - Eilema costalis (Zeller, 1847)
  - Nadelwald-Flechtenbärchen (Eilema depressa) (Esper, 1787) A, CH, D
  - Bleigraues Flechtenbärchen (Eilema griseola) (Hübner, 1803)
  - Eilema interpositella Strand, 1920
  - Grauleib-Flechtenbärchen (Eilema lurideola) (Zincken, 1817) A, CH, D
  - Dunkelstirniges Flechtenbärchen (Eilema lutarella) (Linnaeus, 1758) A, CH, D
  - Eilema muscula (Staudinger, 1899)
  - Ockergelbes Flechtenbärchen (Eilema palliatella) (Scopoli, 1763) A, CH, D
  - Eilema predotae (Schawerda, 1927)
  - Ähnliches Flechtenbärchen (Eilema pseudocomplana) (Daniel, 1939) A, CH
  - Blassstirniges Flechtenbärchen (Eilema pygmaeola) (Doubleday, 1847) A, CH, D
  - Eilema rungsi Toulgoët, 1960
  - Dottergelbes Flechtenbärchen (Eilema sororcula) (Hufnagel, 1766) A, CH, D
  - Eilema uniola (Rambur, 1866)
  - Vierpunkt-Flechtenbärchen (Lithosia quadra) (Linnaeus, 1758) A, CH, D
  - Rosen-Flechtenbärchen (Miltochrista miniata) (Forster, 1771) A, CH, D
  - Blankflügel-Flechtenbärchen (Nudaria mundana) (Linnaeus, 1761) A, CH, D
  - Paidia cinerascens (Herrich-Schäffer, 1847)
  - Paidia griseola Rothschild, 1933 A, CH, D
  - Mauer-Flechtenbärchen (Paidia rica) (Freyer, 1858) A, CH, D
  - Erlenmoor-Flechtenbärchen (Pelosia muscerda) (Hufnagel, 1766) A, CH, D
  - Schilf-Flechtenbärchen (Pelosia obtusa) (Herrich-Schäffer, 1852) A, CH, D
  - Pelosia plumosa (Mabille, 1900)
  - Alpen-Flechtenspinnerchen (Setema cereola) (Hübner, 1803) A, CH, D
  - Gelber Alpen-Flechtenbär (Setina alpestris) Zeller, 1865 CH?
  - Kleiner Flechtenbär (Setina aurita) (Esper, 1787) A, CH, D
  - Setina cantabrica de Freina & Witt, 1985
  - Setina flavicans (Geyer, 1836)
  - Steinflechtenbär (Setina irrorella) (Linnaeus, 1758) A, CH, D
  - Felsenflechtenbär (Setina roscida) (Denis & Schiffermüller, 1775) A, CH, D
  - Rundflügel-Flechtenbärchen (Thumatha senex) (Hübner, 1808) A, CH, D
- Tribus Syntomini Herrich-Schäffer, 1846
  - Amata caspia (Staudinger, 1877)
  - Ähnliches Weißfleck-Widderchen (Amata kruegeri) (Ragusa, 1904) A, CH?, D
  - Amata nigricornis (Alphéraky, 1883)
  - Weißfleck-Widderchen (Amata phegea) (Linnaeus, 1758) A, CH, D
  - Amata ragazzii (Turati, 1917)
  - Braunfleck-Widderchen (Dysauxes ancilla) (Linnaeus, 1767) A, CH, D
  - Hyalines Braunwidderchen (Dysauxes famula) (Freyer, 1836) A, CH
  - Dysauxes punctata (Fabricius, 1781) A, CH

## Belege